# Ibeji

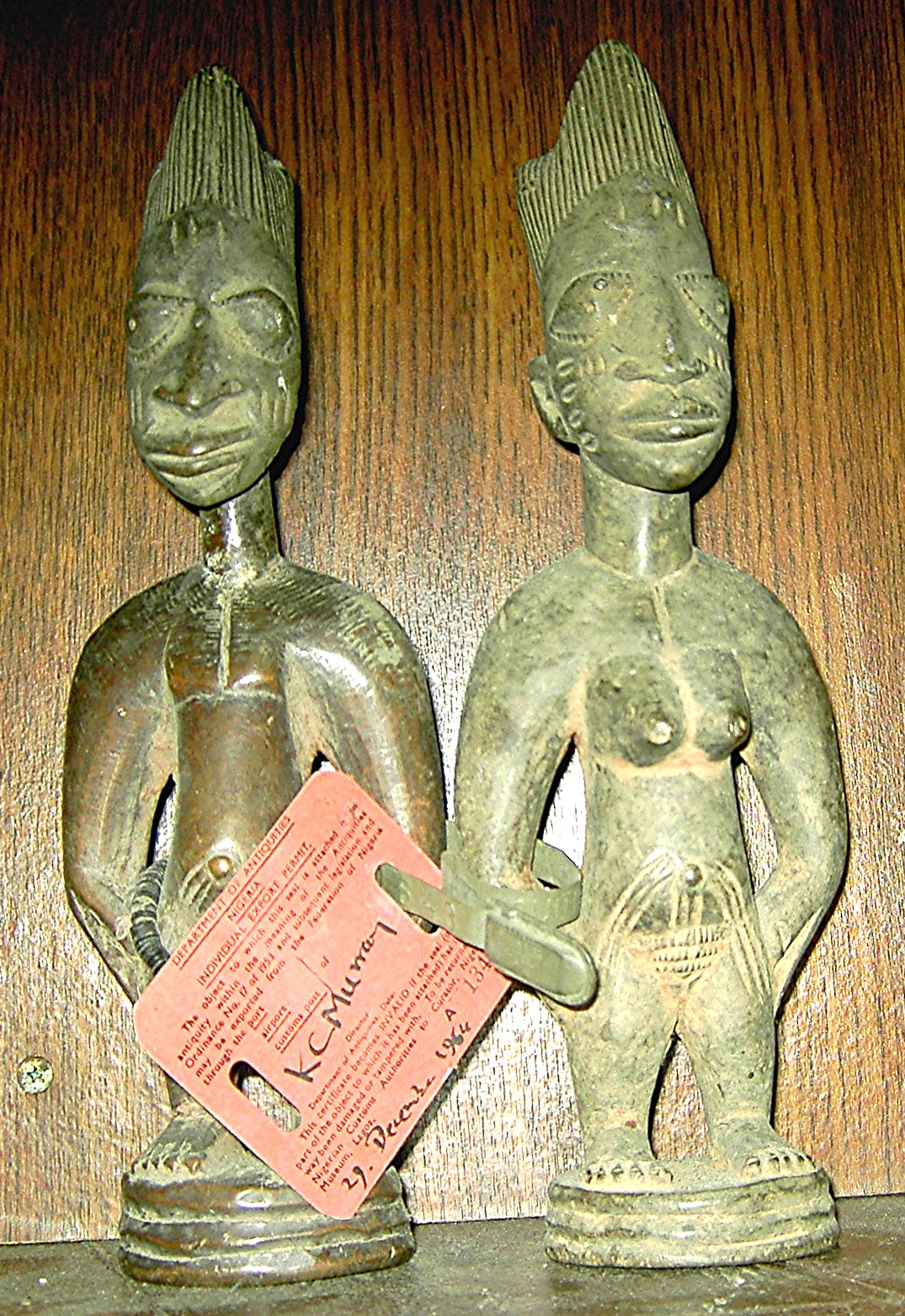
Ibeji beeldjes

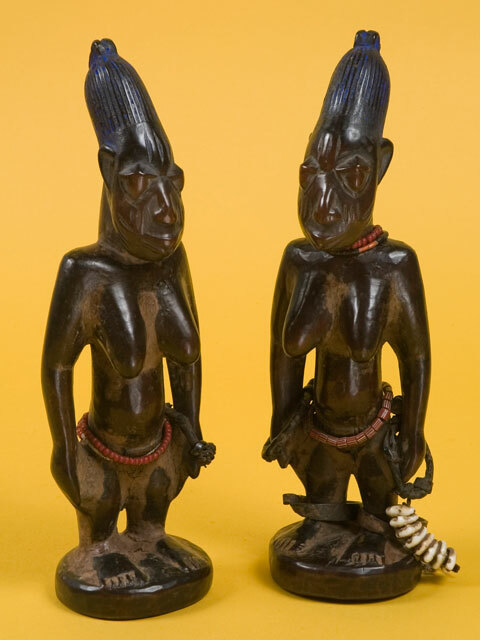
Vrouwelijke ibeji

Ibeji zijn beeldjes van het volk Yoruba. In de taal Yoruba betekent het woord tweelingen: ibi = geboren, eji = twee. Het gaat om houten beeldjes van 15 tot 25 cm hoog.
De Yoruba zijn een belangrijke etnische groep in Afrika. In hun cultuur zijn tweelingen belangrijk. In hun godsdienst zijn er tweelinggoden Orisha Ibeji.
Eeneiige tweelingen komen voor aan 4 per 1000 geboortes. Het aantal twee-eiige tweelingen ligt hoger in Afrika dan elders en is het hoogst bij de Yaruba in Nigeria met 45 per 1000 geboortes. De stad Igboora komt zelfs aan 150 tweelingen per 1000 geboortes.
Als een tweeling geboren wordt, bezoeken de ouders een Babalawo. De eerstgeborene krijgt de naam Taiyewo, Tayewo, Taiwo, Taiye of Taye, wat betekent de eerste om de wereld te zien. De tweede heet Kehinde, de laatste die kwam. Een kind dat na een tweeling komt heet Idowu. Het kind daarna heet Alaba. Daarna komt Oni en Ola of Idogbe.
Volgens de Yoruba zendt Kehinde Taiyewo om te zien hoe het leven op aarde is en om te zeggen of het goed is. Taiyewo communiceert met Kehinde door zijn manier van huilen. Taiyewo geldt als rustig, kalm en introvert. Kehinde geldt als extravert.
In de traditie van de Yoruba is iedere persoon een ziel in de rij van de voorvaderen. Tweelingen delen dezelfde ziel.
De kindersterfte is hoog in Afrika.
Als een van beiden sterft, zoekt de Ifá priester een houtsnijder en bestelt een ibeji beeldje om het gestorven kind voor te stellen. Als beide tweelingen sterven, worden twee ibeji beeldjes gemaakt.
Het oppervlak van het beeldje is glad afgewerkt. Het kind wordt uitgebeeld als een volwassene, wat in Afrikaanse beeldende kunst gebruikelijk is. Alleen het geslacht en eventuele littekens worden getrouw weergegeven op het beeldje. De vrouwelijke beeldjes krijgen volle borsten. Het hoofd is zo groot als een derde van het beeldje. Het hoofd houdt verband met de lotsbestemming.
De ouders behandelen het beeldje als hun kind. Het wordt gebaad, gekleed en gevoed. De moeder houdt het beeldje bij haar in bed en wrijft het in met roodhoutpoeder en streelt het liefdevol. Bij de verjaardag en andere feesten worden rituelen uitgevoerd en gebeden opgezegd voor het beeldje.

## Boeken
- Bruno Claessens, "Ere Ibeji: African Twin Statues", Delft 2013, ISBN 9789038922027
- Fausto Polo, "Encyclopedia of the Ibeji",  Ibeji Art, 2008,  ISBN 9781606438145